# تيندو (ياماغاتا)
مدينة تيندو (بالإنجليزية: Tendō)‏ هي أحد المدن التابعة لمحافظة ياماغاتا. تأسست رسميًا في 01/10/1958. ويقدر عدد سكانها بـ 63470 نسمة حسب تقدير مكتب الإحصاء الياباني لعام 2012. تبلغ مساحة تيندو 113.01 كم2. بكثافة سكانية تبلغ 562 نسمة/كم2.

## توأمة
لتيندو (ياماغاتا) اتفاقيات توأمة مع:
- أباشيري

## أعلام
- كينتا كوريهارا